# Église Saint-Remi d'Itterswiller
L'église Saint-Remi est un monument historique situé à Itterswiller, dans le département français du Bas-Rhin.

## Localisation
Ce bâtiment est situé route du Vin à Itterswiller.

## Historique
L'édifice fait l'objet d'une inscription au titre des monuments historiques depuis 1988.

## Architecture

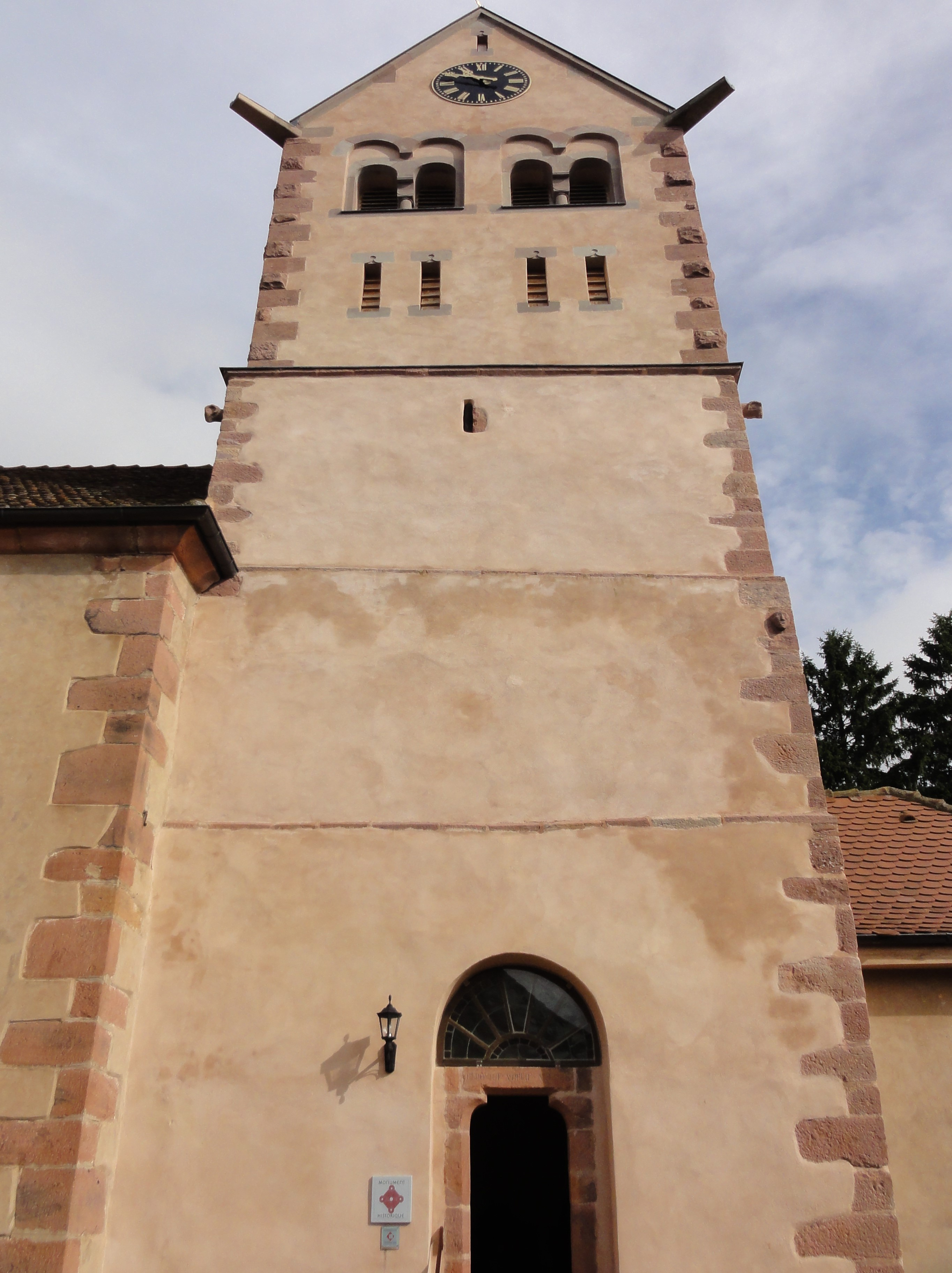
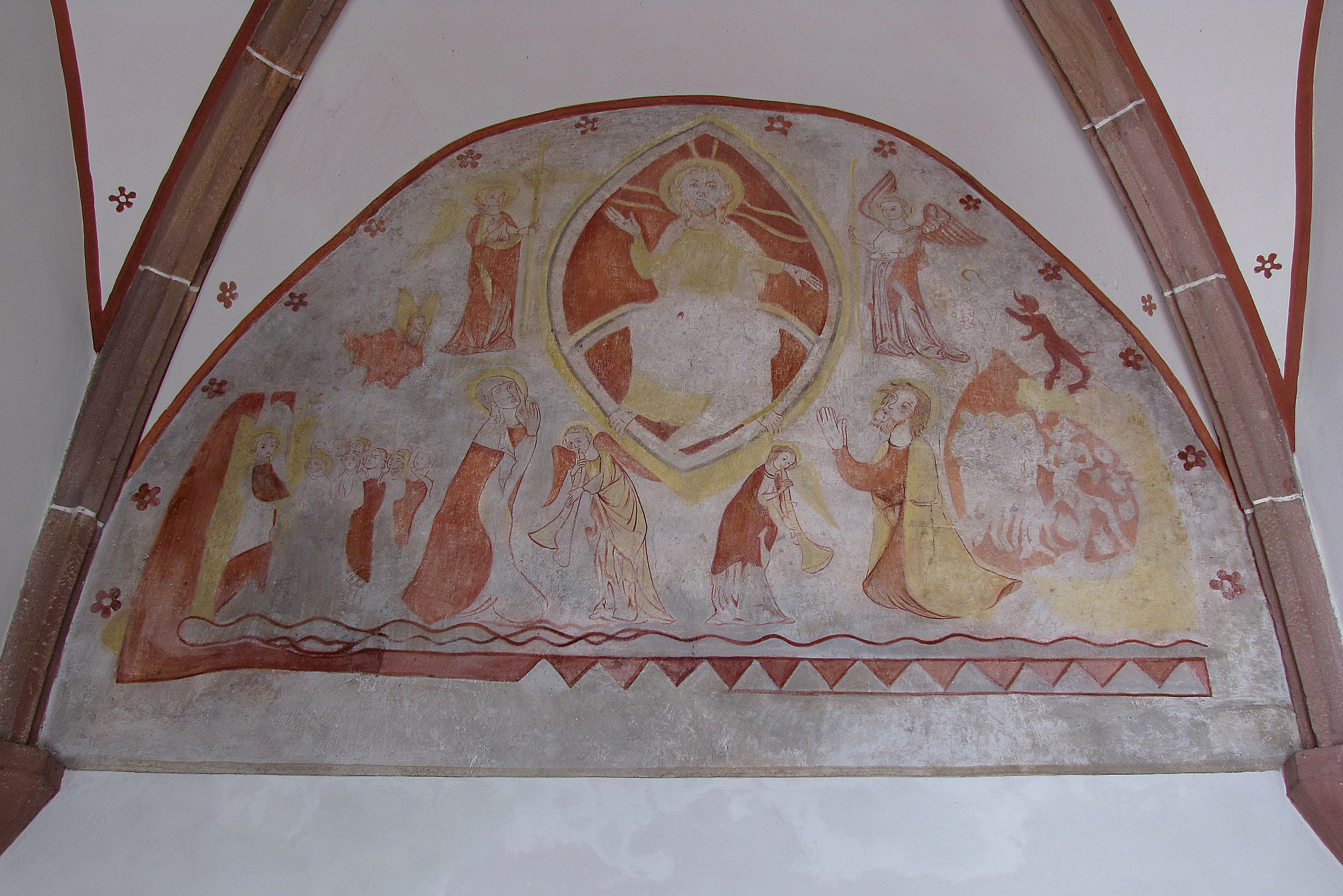
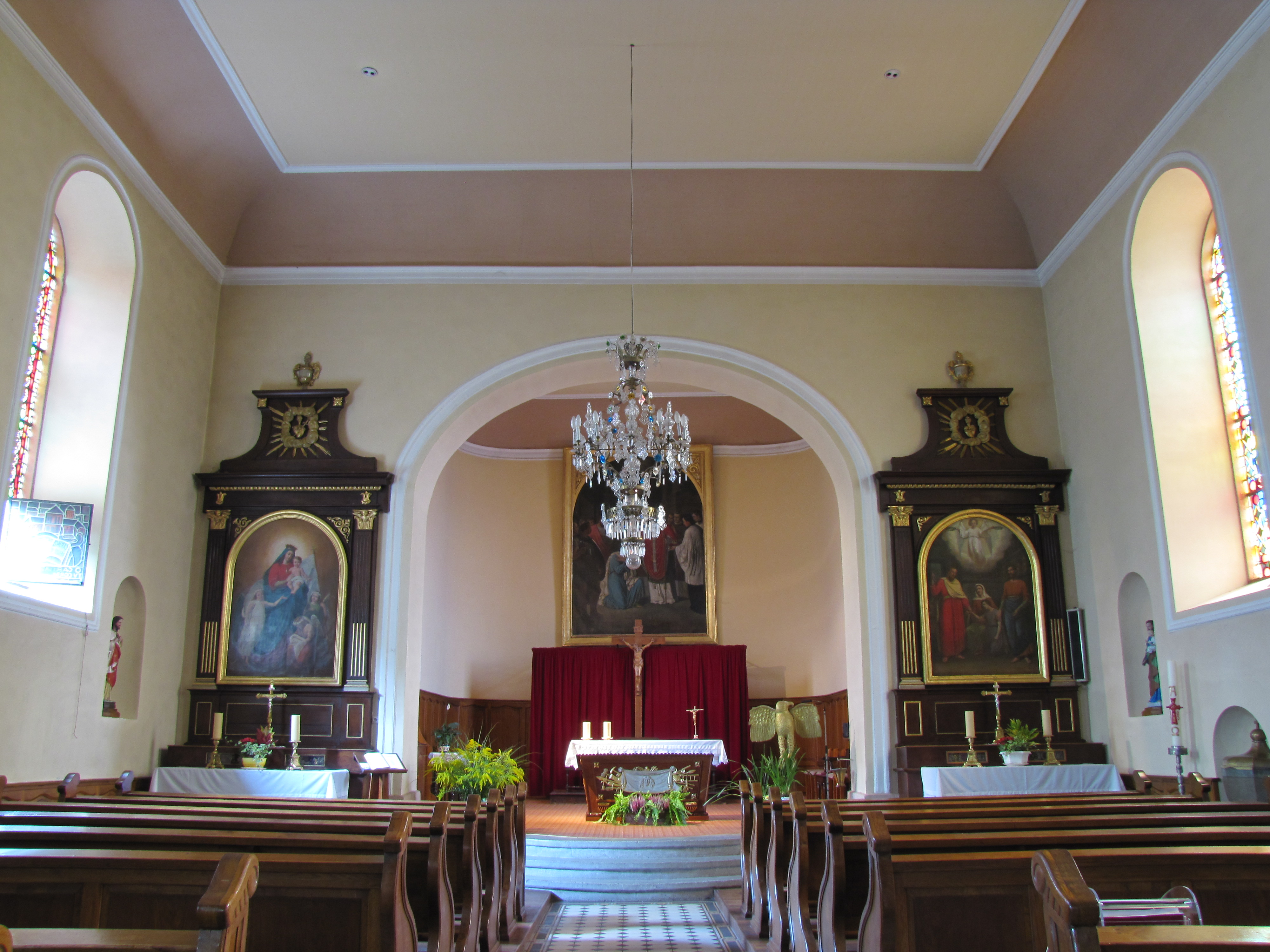
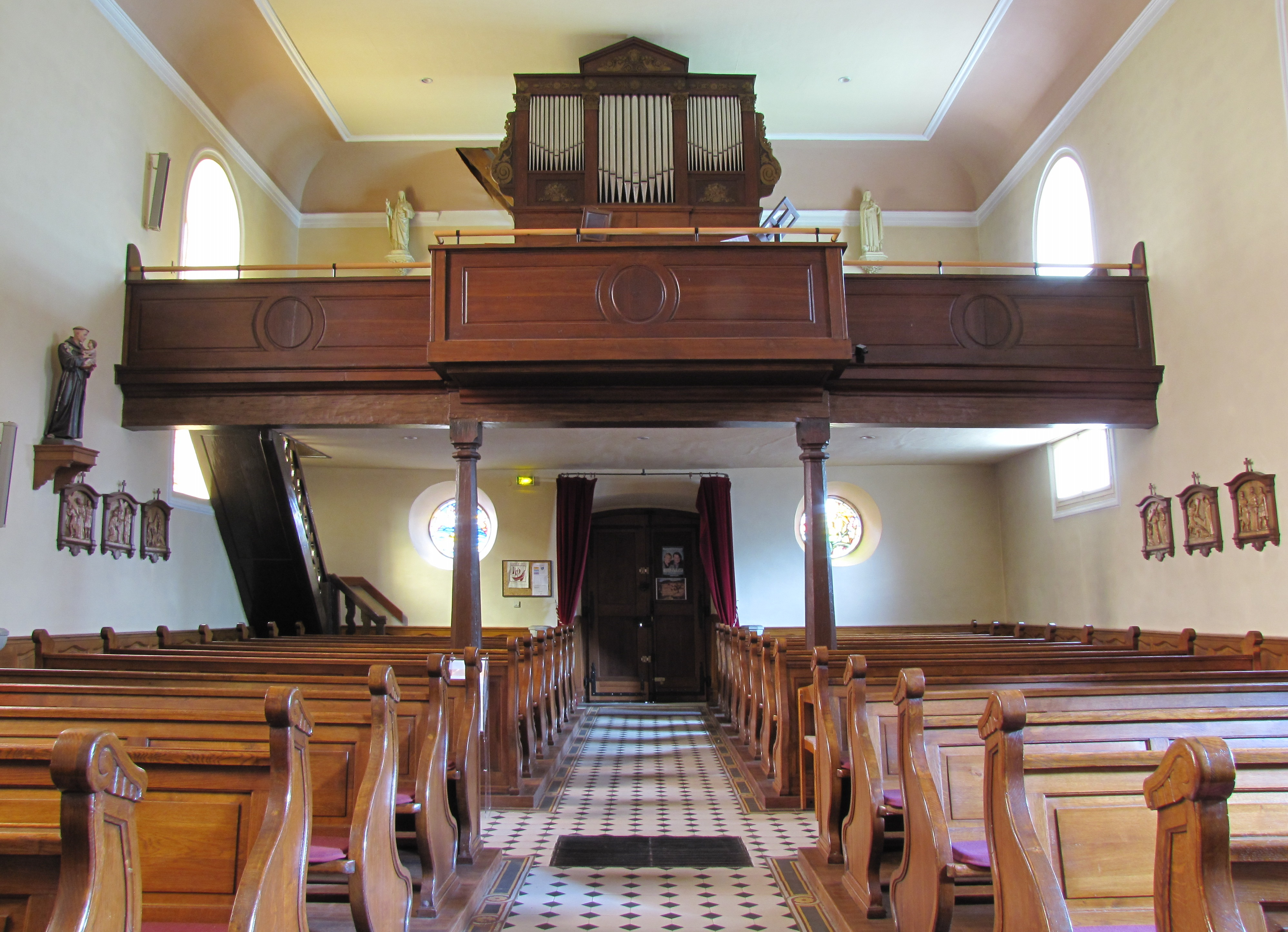